# Autostrada A5 (Holandia)
Autostrada A5 (nl. Rijksweg 5) - autostrada w Holandii. Mając długość zaledwie 7 km jest jedną z najkrótszych w kraju. Znajduje się na zachód od Amsterdamu i pełni funkcję łącznika pomiędzy autostradami A9 i A4. Autostrada jest w rozbudowie i dalsza część aż do autostrady A10 ma być ukończona do roku 2013.
Autostrada A5 jako jedyna w Holandii nie posiada żadnych węzłów pomiędzy obydwoma końcami a jedynym obiektem na jej aktualnej trasie jest krótki tunel pod łącznikiem jednego z pasów startowych Schiphol z resztą lotniska.